# Gretchen Wilson
Gretchen Frances Wilson (Pocahontas, Illinois, 26 de junio de 1973) es una cantante estadounidense de música country. Debutó en 2004 con el sencillo «Redneck Woman» por el que recibió un Premio Grammy a la mejor interpretación vocal country femenina y alcanzó el número uno en el ranking de la revista Billboard de música country; la canción se transformó en el primer sencillo de su álbum debut Here for the Party. A este disco, siguió All Jacked Up un año más tarde, cuyo tema central con el título homónimo se convirtió en el lanzamiento más popular de un sencillo para una artista country femenina desde 2005. Un tercer álbum, One of the Boys, fue lanzado en 2007.
En general, trece son los sencillos que Wilson ha logrado ingresar a las listas musicales de Billboard, de los cuales cinco han alcanzado alguna posición dentro de los diez más altos: el número uno «Redneck Woman», así como «When I Think About Cheatin'» (en la cuarta posición el 2004), «Homewrecker» (el número dos el 2005) y «All Jacked Up» (el octavo lugar el 2005). El álbum Here for the Party fue certificado con 5× multiplatinos por la RIAA por ventas de cinco millones de copias, mientras que All Jacked Up fue certificado con un platino. Gretchen ha vendido más de 8 millones de discos en todo el mundo, mientras que ha recibido diez nominaciones al Premio Grammy en distintas categorías en 2005, 2006, 2007, 2008 y 2011.

## Álbumes de estudio

### Década de 2000
| Título                                                  | Detalles del disco                                                                                                   | Máxima posición en listas | Máxima posición en listas | Máxima posición en listas | Máxima posición en listas | Máxima posición en listas | Máxima posición en listas | Máxima posición en listas | Certificaciones (Ventas)                                         |
| Título                                                  | Detalles del disco                                                                                                   | US Country                | US                        | AUS                       | CAN                       | NOR                       | SWE                       | UK                        | Certificaciones (Ventas)                                         |
| ------------------------------------------------------- | --- | ------------------------- | ------------------------- | ------------------------- | ------------------------- | ------------------------- | ------------------------- | ------------------------- | ---------------------------------------------------------------- |
| Here for the Party                                      | - Fecha de lanzamiento: 11 de mayo de 2004 - Sello discográfico: Epic Nashville - Formatos: CD, descarga digital     | 1                         | 2                         | 21                        | —                         | 14                        | 7                         | 60                        | - Australia: Oro - Canadá: Platino - Estados Unidos: 5× Platinos |
| All Jacked Up                                           | - Fecha de lanzamiento: 27 de septiembre de 2005 - Sello discográfico: Epic Nashville - Formatos: CD, casete         | 1                         | 1                         | 61                        | 10                        | —                         | —                         | —                         | - Canadá: Oro - Estados Unidos: Platino                          |
| One of the Boys                                         | - Fecha de lanzamiento: 15 de mayo de 2007 - Sello discográfico: Columbia Nashville - Formatos: CD, descarga digital | 1                         | 5                         | 91                        | —                         | —                         | —                         | —                         |                                                                  |
| "—" denota que el lanzamiento no apareció en las listas | |                           |                           |                           |                           |                           |                           |                           |                                                                  |

### Década de 2010
| Título                                                  | Detalles del disco                                                                                                 | Máxima posición en listas | Máxima posición en listas | Máxima posición en listas |
| Título                                                  | Detalles del disco                                                                                                 | US Country                | US                        | US Indie                  |
| ------------------------------------------------------- | --- | ------------------------- | ------------------------- | ------------------------- |
| I Got Your Country Right Here                           | - Fecha de lanzamiento: 30 de marzo de 2010 - Sello discográfico: Redneck Records - Formatos: CD, descarga digital | 6                         | 34                        | 3                         |
| Right on Time                                           | - Fecha de lanzamiento: 2 de abril de 2013 - Sello discográfico: Redneck Records - Formatos: CD, descarga digital  | 24                        | 91                        | 21                        |
| Under the Covers                                        | - Fecha de lanzamiento: 4 de junio de 2013 - Sello discográfico: Redneck Records - Formatos: CD, descarga digital  | 40                        | —                         | 46                        |
| "—" denota que el lanzamiento no apareció en las listas | |                           |                           |                           |

### Álbumes navideños
| Título                | Detalles del disco                                                                                                 |
| --------------------- | --- |
| Christmas in My Heart | - Fecha de lanzamiento: 8 de octubre de 2013 - Sello discográfico: Redneck Records - Formatos: CD, formato digital |

### Álbumes en vivo
| Título                   | Detalles del disco                                                                                                  |
| ------------------------ | --- |
| Still Here for the Party | - Fecha de lanzamiento: 27 de octubre de 2014 - Sello discográfico: Redneck Records - Formatos: CD, formato digital |

### Álbumes compilatorios
| Título                                                  | Detalles del disco | Máxima posición en listas | Máxima posición en listas |
| Título                                                  | Detalles del disco | US Country                | US                        |
| ------------------------------------------------------- | --- | ------------------------- | ------------------------- |
| Greatest Hits                                           | - Fecha de lanzamiento: 19 de enero de 2010 - Sello discográfico: Columbia Nashville - Formatos: CD, formato digital     | 24                        | 168                       |
| Playlist: The Very Best of Gretchen Wilson              | - Fecha de lanzamiento: 15 de enero de 2012 - Sello discográfico: Epic/Legacy Recordings - Formatos: CD, formato digital | 71                        | —                         |
| Snapshot                                                | - Fecha de lanzamiento: 19 de agosto de 2014 - Sello discográfico: Redneck Records - Formatos: CD, formato digital       | —                         | —                         |
| "—" denota que el lanzamiento no apareció en las listas | |                           |                           |

## Sencillos

### Década de 2000
| Año                                                     | Sencillo                                           | Máxima posición en listas | Máxima posición en listas | Máxima posición en listas | Máxima posición en listas | Máxima posición en listas | Certificaciones (Ventas)  | Álbum                         |
| Año                                                     | Sencillo                                           | US Country                | US                        | AUS                       | IRE                       | UK                        | Certificaciones (Ventas)  | Álbum                         |
| ------------------------------------------------------- | -------------------------------------------------- | ------------------------- | ------------------------- | ------------------------- | ------------------------- | ------------------------- | ------------------------- | ----------------------------- |
| 2004                                                    | «Redneck Woman»                                    | 1                         | 22                        | 50                        | 45                        | 42                        | - Estados Unidos: Platino | Here for the Party            |
| 2004                                                    | «Here for the Party»                               | 3                         | 39                        | —                         | —                         | —                         | - Estados Unidos: Oro     | Here for the Party            |
| 2004                                                    | «When I Think About Cheatin'»                      | 4                         | 39                        | —                         | —                         | —                         |                           | Here for the Party            |
| 2005                                                    | «Homewrecker»                                      | 2                         | 56                        | —                         | —                         | —                         |                           | Here for the Party            |
| 2005                                                    | «All Jacked Up»                                    | 8                         | 42                        | —                         | —                         | —                         | - Estados Unidos: Oro     | All Jacked Up                 |
| 2005                                                    | «I Don't Feel Like Loving You Today»               | 22                        | 109                       | —                         | —                         | —                         |                           | All Jacked Up                 |
| 2006                                                    | «Politically Uncorrect» (junto a Merle Haggard)[A] | 23                        | —                         | —                         | —                         | —                         |                           | All Jacked Up                 |
| 2006                                                    | «California Girls»                                 | 25                        | 121                       | —                         | —                         | —                         |                           | All Jacked Up                 |
| 2006                                                    | «Come to Bed» (junto a John Rich)                  | 32                        | —                         | —                         | —                         | —                         |                           | One of the Boys               |
| 2007                                                    | «One of the Boys»                                  | 35                        | —                         | —                         | —                         | —                         |                           | One of the Boys               |
| 2007                                                    | «You Don't Have to Go Home»                        | 53                        | —                         | —                         | —                         | —                         |                           | One of the Boys               |
| 2008                                                    | «Don't Do Me No Good»                              | 43                        | —                         | —                         | —                         | —                         |                           | Sin disco                     |
| 2009                                                    | «If I Could Do It All Again»                       | —                         | —                         | —                         | —                         | —                         |                           | Sin disco                     |
| 2009                                                    | «Work Hard, Play Harder»                           | 18                        | 115                       | —                         | —                         | —                         |                           | I Got Your Country Right Here |
| "—" denota que el lanzamiento no apareció en las listas |                                                    |                           |                           |                           |                           |                           |                           |                               |

### Década de 2010
| Año                                                     | Sencillo                        | Máxima posición en listas | Máxima posición en listas | Álbum                         |
| Año                                                     | Sencillo                        | US Country                | US Country Airplay        | Álbum                         |
| ------------------------------------------------------- | ------------------------------- | ------------------------- | ------------------------- | ----------------------------- |
| 2010                                                    | «I Got Your Country Right Here» | 53                        | —                         | I Got Your Country Right Here |
| 2011                                                    | «I'd Love to Be Your Last»      | 47                        | —                         | I Got Your Country Right Here |
| 2012                                                    | «One Good Friend»               | —                         | —                         | Right On Time                 |
| 2013                                                    | «Still Rollin'»                 | —                         | 60                        | Right On Time                 |
| 2013                                                    | «Crazy»                         | —                         | 58                        | Right On Time                 |
| 2014                                                    | «Chariot»[C]                    |                           |                           | Still Here for the Party      |
| "—" denota que el lanzamiento no apareció en las listas |                                 |                           |                           |                               |

### Otros sencillos

#### Colaboraciones
| Año  | Sencillo                         | Artista(s)                                    | Máxima posición en listas | Álbum                                                    |
| Año  | Sencillo                         | Artista(s)                                    | US Country                | Álbum                                                    |
| ---- | -------------------------------- | --------------------------------------------- | ------------------------- | -------------------------------------------------------- |
| 2006 | «That's How They Do It in Dixie» | Hank Williams Jr. (con Big & Rich y Van Zant) | 35                        | That's How They Do It in Dixie: The Essential Collection |
| 2011 | «Fake I.D.»                      | Big & Rich                                    | 47                        | Footloose (banda sonora)                                 |

#### Otras canciones en listas
| Año  | Sencillo                                       | Máxima posición en listas | Álbum                 |
| Año  | Sencillo                                       | US Country                | Álbum                 |
| ---- | ---------------------------------------------- | ------------------------- | --------------------- |
| 2004 | «Red Bird Fever»[B]                            | 60                        | Sin disco             |
| 2005 | «Our America» (con Big & Rich y Cowboy Troy)   | 44                        | Comin' to Your City   |
| 2005 | «Politically Uncorrect» (con Merle Haggard)[A] | 58                        | All Jacked Up         |
| 2010 | «I Want a Hippopotamus for Christmas»          | 47                        | Christmas in My Heart |